# Кутиков, Александр Викторович

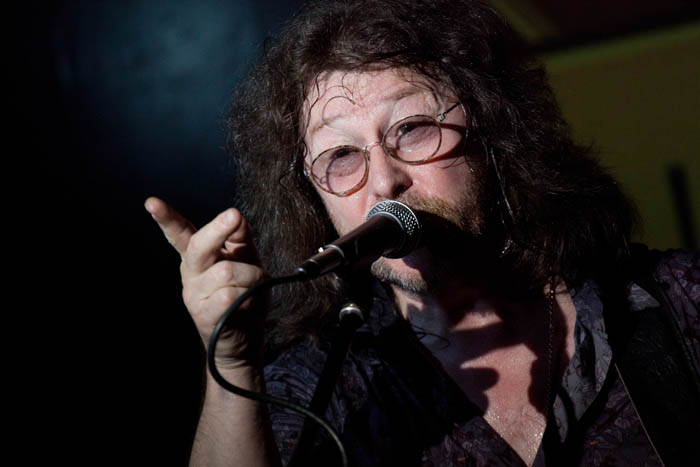

Алекса́ндр Ви́кторович Ку́тиков (род. 13 апреля 1952, Москва) — советский и российский музыкант, композитор, вокалист, музыкальный продюсер. Заслуженный артист Российской Федерации (1999).
Выступал и выступает в составе нескольких музыкальных коллективов. Наиболее известен как бас-гитарист, вокалист и композитор рок-группы «Машина времени», в состав которой входил в 1971—1974 годах и с 1979 года по настоящее время.
В 1974—1979 годах играл в группе «Високосное лето».
Владелец, основатель и президент звукозаписывающей фирмы «Sintez records» (основана в 1987).

## Биография
Александр Кутиков родился в русско-еврейской семье 13 апреля 1952 года в Малом Пионерском переулке, на Патриарших прудах, в самом центре Москвы.

### Семья
Отец — Виктор Николаевич Петухов (09.12.1923—19.01.1995), футболист куйбышевских «Крыльев Советов» — рано ушёл из семьи.
Мать — Софья Наумовна Кутикова (20.02.1924 — 2001), пела и танцевала в цыганском ансамбле.
Старшая сестра Наталья.
- Дедушка по матери — Наум Михайлович (Моисеевич) Кутиков (1902—?), в 14 лет стал участником революции. В 1919 году, когда ему было 17 лет был комиссаром полка Красной гвардии местного ревкома. В последующих боях с белогвардейскими частями полк был разбит, а его командование, в т.ч. комиссар, сумели скрыться под чужими документами под видом гражданских лиц. К 1928 году он был одним из руководителей ЧК Камчатки. Карьера в ЧК.[10] Был дважды исключён из ВКП(б), дважды восстановлен. Первый раз он попал под репрессии в конце 1930-х, а остался жив только потому, что был близко знаком с Александром Николаевичем Поскрёбышевым и его только исключили из партии, но не расстреляли и не посадили, потом он стал заместителем директора 19-го Авиационного завода во время Великой Отечественной войны, работал в Министерстве вооружений, и потом получил самую высокую свою должность Управляющий делами наркомата авиационной промышленности СССР, этим наркоматом руководил Михаил Моисеевич Каганович.[10][11] после развенчания культа личности Сталина, был исключён из КПСС за то, что работал с Кагановичем. Два года он был без работы, затем стал заместителем начальника треста «Высотных домов и гостиниц» и был восстановлен в партии.
- Бабушка по матери — Глика Исааковна Кутикова (урождённая Хотимская, 1902—1992), окончила математический факультет МГУ, была главным бухгалтером фабрики в Сокольниках[10][12].
- Муж тёти («дядя») — Сергей Николаевич Красавченко (род. 19 декабря 1940[13]) — был председателем Комитета Верховного Совета по вопросам экономической реформы и собственности, а также первым заместителем руководителя Администрации президента Бориса Ельцина[14].

### Детство
Детство Александра Кутикова прошло в Малом Пионерском переулке на Патриарших прудах. 

До 7 лет я жил в отдельной 4-комнатной квартире на Патриарших прудах. Дедушка Наум Михайлович Кутиков был очень большим административным работником. Просто после того, как дедушка с бабушкой расстались, эта квартира была разменяна. Все разъехались по маленьким комнатам. Моя бабушка осталась жить по соседству с тем помещением, которое прежде являлось нашей роскошной квартирой. Мы с мамой и сестрой переехали сначала в Большой Козихинский переулок, потом на Малую Бронную. Но это уже были комнаты в коммуналках. После того, как у меня были няньки, пайки, попасть в коммуналку, где ещё 11 соседей — это шок, конечно.— М. Марголис. «Затяжной поворот»
 В доме у Кутиковых бывали известные люди: актёры Марк Бернес, Пётр Але́йников, и спортсмены, среди них Всеволод Михайлович Бобров. Учился в музыкальной школе. Играл на разных духовых инструментах — и на трубе, и на альте, и на тенор-саксофоне, исполнял классическую музыку. Был горнистом в пионерском лагере, побеждал на конкурсах. В четырнадцать лет начал играть на гитаре. В юности занимался боксом (боксировал в лёгком весе на первенстве Москвы среди юношей и получил «бронзу»), хоккеем и футболом. Был секретарём комсомольской организации школы, но в 16 лет написал заявление о выходе из ВЛКСМ. Из-за этого не поступил ни в один институт.

### Образование
Учился в музыкальной школе по классу трубы и успешно её окончил.
Учился в Московском радиомеханическом техникуме (МРМТ) на факультете радиолокации, бросил, окончил школу рабочей молодёжи № 97.

Когда я поступил в военно-механический техникум (испр.: Московский радиомеханический техникум) Министерства Обороны (испр.: Министерства оборонной промышленности), предполагалось, что я надену мундир или стану специалистом по приёмке изделий в области радиолокации на каком-нибудь солидном отечественном предприятии. Но в силу моей юношеской бесшабашности я забросил этот техникум очень быстро. Так как понимал, что перспектива стать военным или человеком, приближённым к оборонному ведомству, меня абсолютно не привлекает. Я интересовался музыкой, игрой в рок-группе, «Битлз». И пошёл работать в радиокомитет звукооператором.

Почему в 1971-м я оказался в «Машине», одному Богу известно. Думаю, основным побудительным мотивом было то, что ребята собрались хорошие. Все были битломанами. Но первые песни, которые я пытался спеть сам, до «Машины», были не «битловскими», а группы «Creedence». Вообще, я, помимо «Битлз», любил Джо Кокера, «Дорз», «Кинкс», «Прокл Харум».— Марголис. «Затяжной поворот»

— Я поступал на журфак. Но когда были экзамены, я поехал играть на юг с «Машиной». Это была первая поездка. Но всё-таки сделал несколько репортажей, работая в радиокомитете звукооператором, ездил в командировки. Был момент, когда у меня проснулся интерес к журналистике. Но это больше связано с влиянием личностей тех журналистов, с которыми я общался.— РАЗВОРОТ ЗАПРЕЩЁН Александр Кутиков — восемнадцатилетний практикант

### Творческая биография

#### «Машина времени» (1)
В 1969 г. работал радиорегулировщиком; с 1970 г. — звукооператором и звукорежиссёром в Гостелерадио.

Ещё в 1970 году в цехе трансляций и внестудийной записи ГДРЗ был самым молодым звукооператором. И в 18 лет выезжал на трансляции и записи концертов с участием звёзд. Мне доверяли записывать Карела Готта, ВИА «Поющие гитары», Хелену Вондрачкову и других известных исполнителей. — Журнал — Интернет-издание «Публичные люди»
В возрасте 19 лет познакомился с 17-летним Андреем Макаревичем, учившимся на первом курсе МАРХИ. По собственному признанию: «Мы сразу обнаружили, что у нас масса общих музыкальных пристрастий, в том числе и Битлы. <…> Меня всегда привлекали люди, которые обладают более высоким интеллектом, кругозором, уровнем образованности, чем у меня. <…> Андрюша был как раз из тех людей. Например, блестяще разбирался в литературе, в частности в поэзии. Когда я пообщался немного с Андрюшей, понял, сколько он всего читал, сколько великолепных стихов знает наизусть и сколько я всего упустил, катаясь в детстве на коньках и бегая по дворам».
В 1971 году Сергей Кавагоэ пригласил Кутикова в «Машину времени» вместо ушедшего в армию басиста Игоря Мазаева. Как вспоминал Макаревич, Кутиков «внёс в команду дух мажорного безоблачного рок-н-ролла». Под его влиянием репертуар группы пополнился радостными песенками «Продавец счастья», «Солдат», и т. д. В это же время Кутиков сделал всё, чтобы состоялся первый концерт «Машины Времени» на сцене ДК «Энергетик» — колыбели московского рока.

#### «Високосное лето»
В 1974-м Кутиков покинул группу после конфликта с Кавагоэ, некоторое время играл в группе «Високосное лето», затем вернулся, но в 1975 снова ушёл — он был приглашён в ВИА при Тульской филармонии. Свою роль в решении об уходе из «Машины» сыграл и тот факт, что в этот период Кутиков официально нигде не работал и ему угрожало привлечение к суду за тунеядство. Проработав 8 месяцев на профессиональной сцене и, по собственным словам, многому там научившись, уволился. С 1976 по 1979 год — бас-гитарист и вокалист группы «Високосное лето». В 1979 году, когда из-за трений между Александром Ситковецким и Крисом Кельми «Високосное лето» оказалось на грани распада, Кутиков вместе с барабанщиком «Високосного лета» Валерием Ефремовым ушёл к Макаревичу, который в это время остался один после ссоры с Кавагоэ и последовавшего за этим развала «Машины времени».

#### «Машина времени» (2)
Уходя из "Високосного лета", Кутиков уговорил последовать его примеру барабанщика Валерия Ефремова и клавишника Петра Подгородецкого, тем самым помог Макаревичу возродить «Машину времени». С 1979 года вместе с Макаревичем и Ефремовым является её бессменным участником. В группе является автором музыки, вокалистом, бас-гитаристом и иногда гитаристом. Сочинил музыку песен «Поворот», «Скачки» (обе — совместно с Петром Подгородецким), «За тех, кто в море» (совместно с Андреем Макаревичем), «В добрый час», «Музыка под снегом», «Ночь», «Спускаясь к великой реке», «Он играет на похоронах и танцах» и других.

#### Звукорежиссёр
Работал звукорежиссёром на Гостелерадио, регулировщиком радиоаппаратуры. Осуществил запись первых альбомов групп Воскресение, Лицей, Браво, Високосный Год и Секрет. До сих пор осуществляет запись и сведение для студийных альбомов группы «Машина времени». Ученик Виктора Бабушкина. Руководит звукозаписывающей компанией Sintez Records. Продюсер музыкальных альбомов «Машины времени» и проекта «Старые песни о главном».

### Сольная деятельность
В 1987 году записал свои первые сольные песни «Дай помечтать» и «Кто со мной?» на стихи Маргариты Пушкиной.
В 1990 году выпустил сольную грампластинку «Танцы на крыше», которая была переиздана на CD в 1996 году. Альбом был записан в сотрудничестве с гитаристом Дмитрием Четверговым и Андреем Державиным (будущим клавишником «Машины времени»). Он состоял из песен на стихи Карена Кавалеряна. Сам Кутиков объяснил выход сольной пластинки тем, что у него накопилось много музыкального материала, а Макаревич, очень серьёзно подходящий к своей творческой деятельности, не сможет быстро написать тексты новых песен. При переиздании на CD в 1996 году к блоку песен на стихи Кавалеряна были добавлены не вошедшие на виниловый диск песни на стихи Маргариты Пушкиной «Кто со мной» и «Дай помечтать», а также кавер песни «Пьесы и роли» на стихи Александра Зайцева из репертуара «Машины времени» (альбом «В круге света»).
С 1991 г. президент компании «Синтез Рекордз».
С декабря 2003 Кутиков возобновил сольную деятельность, на этот раз совместно с группой «Нюанс», на концертах которой исполняет песни из своего сольного альбома и репертуара «Машины времени». С группой «Нюанс» он выступил на фестивале «Феникс» в Гудермесе. В интервью Кутиков говорит о выходе нового сольного альбома.
Альбом «Демоны любви» вышел в 2009 году. Представление новой программы состоялось во МХАТе в феврале 2009 г.
Весной 2016 года вышел третий сольный альбом Александра Кутикова — «Бесконечномгновенно».

## Награды, премии и звания
- Орден Почёта (24 июня 1999 года) — за заслуги в развитии музыкального искусства[22].
- Заслуженный артист Российской Федерации (22 ноября 1999 года) — за заслуги в области искусства[23].
- Почётная премия РАО и ВОИС (2009) — «за вклад в развитие науки, культуры и искусства»[24].

## Личная жизнь
Первая жена — Людмила Георгиевна Кутикова (род. 4 мая 1955), дочь — Валерия (род. 15 сентября 1976).
Вторая жена — Екатерина Борисовна Успенская — солистка танцевального ансамбля «Сувенир».
Третья жена (с 1983 года) — Екатерина Игоревна Бганцева (род. 4 августа 1961) — художник, ландшафтный дизайнер, дочь кинооператора Игоря Николаевича Бганцева (16 августа 1932 — 15 октября 2017), Заслуженного деятеля искусств РСФСР (31.12.1976), оператора Центральной студии документальных фильмов, снимал сюжеты в киножурнале «Новости дня» и Регины Александровны Бганцевой, кандидата искусствоведения, главного редактора киностудии «Центрнаучфильм».
Дочь — Екатерина (род. 26 мая 1989), юрист, увлекается музыкой и фотографией, — окончила юридический факультет Международного Университета в Москве и две магистратуры в Испании, оформила обложку альбома «Демоны любви».

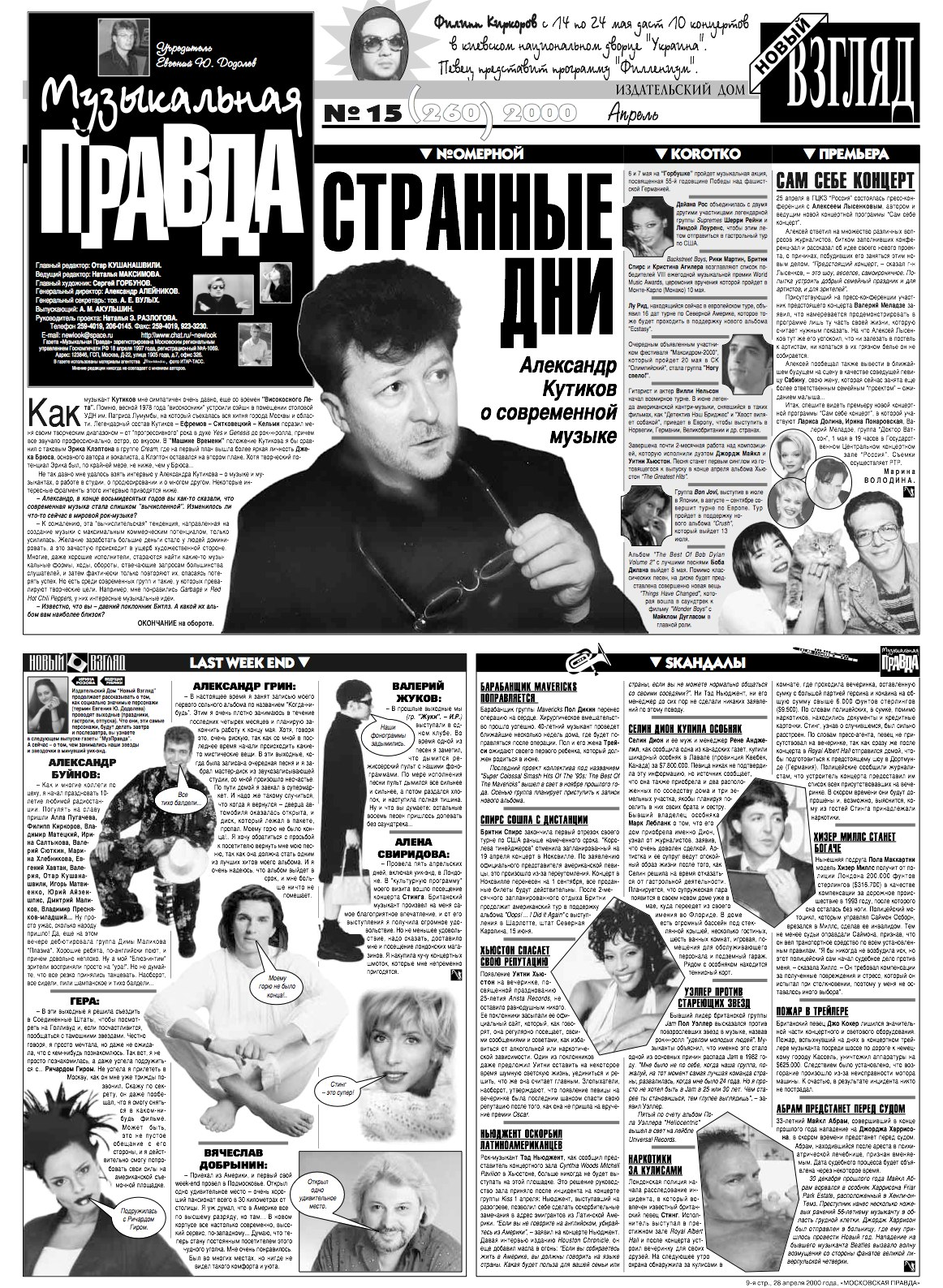

## Сольная дискография
1. 1990 — «Танцы на крыше» (переиздан в 1996 с добавлением трёх песен)
2. 1996 — «Лавка Чудес» (песни 1972—1979 гг. — «Високосное лето»)
3. 2002 — «The Best. Машина времени»
4. 2002 — «Happy Birthday! Избранное, том I.» (Подарочное эксклюзивное издание. Проект при участии А. Кутикова)
5. 2009 — «Демоны Любви»
6. 2014 — «Александр Кутиков и Нюанс: Первые записи» (интернет-EP)
7. 2016 — «Бесконечно-мгновенно»

## Рок-оперы
- 1985 — «Стадион» — «Ехидный»
- 2009 — «Мастер и Маргарита» — сосед Алоизия

## Музыка для кино
- 1981 — «Душа»
- 1985 — «Начни сначала»
- 1986 — «Прорыв»
- 1991 — «Арифметика убийства»

## Музыка для мультфильмов
Александр Кутиков вместе с Александром Зайцевым и Андреем Макаревичем написали музыку для нескольких мультипликационных фильмов из сериала Обезьянки:
- 1983 — «Обезьянки. Гирлянда из малышей»
- 1984 — «Обезьянки. Осторожно, обезьянки!»
- 1985 — «Обезьянки и грабители»
- 1987 — «Как обезьянки обедали»

Главная тема «В каждом маленьком ребёнке…» написана именно Кутиковым на стихи Григория Остера.

## Фильмография
| Год  |     | Название                   | Роль                                               |
| ---- | --- | -------------------------- | -------------------------------------------------- |
| 1976 | док | «Шесть писем о бите»       | камео                                              |
| 1981 | ф   | «Душа»                     | камео                                              |
| 1985 | ф   | «Начни сначала»            | камео / вокальное озвучивание персонажа М. Светина |
| 1989 | ф   | «Стеклянный лабиринт»      | камео                                              |
| 1989 | док | «Рок и фортуна»            | камео                                              |
| 2011 | ф   | «Без Маски». Фильм-концерт | камео                                              |

## Видеоклипы
1. 1987 — «Замыкая круг»
2. 1988 — «Дай помечтать»
3. 1989 — «Троянский конь»
4. 2007 — «Замыкая круг XX лет спустя»

## Бизнес
- Бизнес-кооператив «Синтез» — создан в 1987 году, кооператив под # 11 в Москве. За его создание Александр Кутиков получил медаль московского правительства — «Первым кооператорам СССР».
- С 1991 года — президент студии «Sintez records», выпускающей практически все диски группы «Машина Времени» и не только.